# Albano Narciso Pereira
Albano Narciso Pereira (Seixal, Seixal, 21 de dezembro de 1922 — 5 de março de 1990) foi um futebolista português.

## Biografia
Começou a jogar futebol no clube da terra, depois foi para os juniores do Barreirense e voltou ao Seixal já como sénior.
Fez parte dos famosos Cinco Violinos que atuavam no Sporting Clube de Portugal.
Ajudou o clube a conquistar 8 Campeonatos e 4 Taças de Portugal.
Foi internacional 16 vezes marcando 3 golos ao serviço da Seleção Nacional, na qual se estreou a 5 de Janeiro de 1947, contra a Suíça, no Jamor, no célebre jogo da chuva que ficou empatado a dois golos, sobre o qual mais tarde disse: "Choveu tanto naquele Portugal-Suíça que eu encolhi mais dois centímetros." - uma tirada reveladora do seu sentido de humor e constante boa disposição.
Albano no dia da despedida:
De resto os episódios engraçados foram vários ao longo da carreira de Albano, principalmente quando enfrentava defesas altos e duros, a quem punha a cabeça em água, tendo mesmo uma vez passado entre as pernas de um calmeirão escocês. Mas também levava muita porrada sempre que o apanhavam a jeito, abusando das diferenças de cabedal, o que também contribuiu para que ele fosse um jogador muito querido pelos adeptos que não toleravam esses abusos.
A 29 de Julho de 1957 teve a sua festa de homenagem e de despedida do Sporting, quando muitos já lhe chamavam velho, depois de uma época em que fez apenas seis jogos, afirmando então humildemente que continuaria a jogar na reserva ou onde fosse necessário, até o Sporting o mandar embora.
A 29 de junho de 1967 foi distinguido com a Medalha de Ouro da FPP. Foi também distinguido com o grau de Mérito atribuído pela AFL.
Faleceu a 5 de Março de 1990 com 67 anos.